# Eucalyptus fusiformis
Eucalyptus fusiformis là một loài thực vật có hoa trong Họ Đào kim nương. Loài này được Boland & Kleinig mô tả khoa học đầu tiên năm 1987.